# Землетрясение в разломе Нанкай (1946)
Землетрясение в разломе Нанкай — сильное землетрясение магнитудой 8,1—8,4, произошедшее 20 декабря 1946 года в 04:19 по местному времени. В результате землетрясения погибли 1362 человека, 2632 были ранены и ещё 102 пропали без вести, 36 000 зданий на острове Хонсю были уничтожены. Также землетрясение вызвало цунами высотой до 6 метров, которое затронуло юго-западную часть Японии и разрушило ещё 2100 зданий.

## Геологические данные
Разлом Нанкай — конвергентная граница, на которой Филиппинская плита погружается под Евразийскую плиту. Сильные землетрясения регистрировались в этой зоне с VII века, примерно раз в 100—200 лет.

## События

### Предшествующие события
Незадолго до основного толчка, было зарегистрировано понижение уровня воды в море. Понижение оценивается в 3,5 метра. Точная причина такого изменения не была установлена. Есть записи, свидетельствующие о тектонических изменениях, таких как образование илистых отмелей в заливе Урадо непосредственно перед землетрясением и понижение уровня грунтовых вод за неделю до землетрясения.

### Землетрясение
Землетрясение началось 21 декабря 1946 года в 04:19:10 по японскому стандартному времени (20 декабря 1946 года, 19:19:10 по UTC). Основной толчок продолжался 18,2 секунды. Всего толчки продолжались около 9 минут. Магнитуда сильнейших толчков составляла 8,1—8,4.

### Цунами
Землетрясение вызвало цунами высотой 5—6 метров. Волны цунами были зарегистрированы на 250 километрах вдоль берега юго-западной части Японии. Цунами началось менее чем через 10 минут после землетрясения.

### Афтершоки
Сильнейшим афтершоком землетрясения стало землетрясение 18 апреля 1948 года магнитудой 7,0.

## Последствия
Землетрясение уничтожило 36 000 зданий на юге острова Хонсю, ещё 2100 зданий уничтожило цунами. Погибли 1362 человека, 2632 были ранены, 101 пропали без вести.